# Gerumaniumu no yoru
Gerumaniumu no yoru (ゲルマニウムの夜) è un film del 2005 diretto da Tatsushi Ōmori.

## Trama
Rou è tornato al monastero in cui era cresciuto. Mentre ascolta Il sussurro degli Dei attraverso la sua radio, Rou sfida Dio in ogni modo e mette la religione alla prova.